# 春日神社 (いなべ市)
春日神社（かすがじんじゃ）は、三重県いなべ市に鎮座する神社。旧社格は村社。

## 祭神
少名彦命、大山祇神、火産霊神、八衢比古神、八衢比売神、久那戸神（くなどのかみ）、磐長姫命、武甕槌神、天児屋根命、経津主命、罔象女神の11柱を祀る。
祭神中、少名彦命は「石に御霊を留座する神」であるという。

## 由緒
勧請年月等不明。古くは「伊原宮」と称した。『員弁郡郷土資料』は当神社を「石神社」として式内社である「伊勢国員弁郡石神社」に比定して祭神を少名彦命とし、境内に夜ごとに光を発する霊石が存し、これを敬った春澄善縄が社を建立して「石神社」と称したとの伝えを記す。『伊勢輯雑記』に、白瀬七郷の惣社として往時は大社の結構であったと記し、『員弁雑誌』は現下野尻、西野尻両町の産土神であるとし、これも「往古は壮大なる社なりし」と記す。文政7年（1824年）の「村明細帳」には「春日大明神」と記され、明治5年（1872年）の「村明細帳」には「石原神社」とされており、明治45年に村内の八天宮、水神、山神、塞神という小祠を合祀した。

## 祭祀
明治以前は8月14日が祭日であった（『員弁雑誌』）。『員弁郡郷土資料』によれば、祭礼に際して氏子は白石を捧げた後に「投石の神事」があったが、応永年中（14世紀末から15世紀前葉）にそれに事寄せて石合戦が行われたために禁止されたと伝える。

### 獅子舞
10月9日、10日の両日行われ、平成22年（2010年）時点で300年以上の歴史があるといわれる。現在使われている獅子頭は嘉永2年（1849年）に作られた貴重なもの。獅子舞は獅子と天狗役で演じられ、獅子は春と秋を表す「狂乱牡丹の舞」と「菊の舞」の2つの舞を、天狗は獅子に寄り添って舞の案内や手助けをする。獅子の舞は四方から襲ってくる災厄を追い払いながら毛繕いをしたり眠ったりと、動物の自然の仕草を取り入れた素朴な舞で、豊作と地域の安全を祈願する。また囃子（はやし）も奏されるが、これは絣の着物に花笠をつけた子どもたちが、大人の笛に合わせて太鼓や鉦などの楽器を奏でるものである。「下野尻春日神社奉納獅子舞」として昭和58年（1983年）5月にいなべ市指定無形民俗文化財に指定された。

## 文化財
- 下野尻春日神社奉納獅子舞